# Caduciella
Caduciella är ett släkte av bladmossor. Caduciella ingår i familjen Leptodontaceae.
Kladogram enligt Catalogue of Life:
| Caduciella | \| \| Caduciella guangdongensis \| \| \| \| \| \| Caduciella mariei \| \| \| \| |
|            | \| \| Caduciella guangdongensis \| \| \| \| \| \| Caduciella mariei \| \| \| \| |
|            | Leptodon                                                                        |
|            |                                                                                 |
|            | Pseudocryphaea                                                                  |
|            |                                                                                 |
|            | Caduciella guangdongensis                                                       |
|            |                                                                                 |
|            | Caduciella mariei                                                               |
|            |                                                                                 |

|  | Caduciella guangdongensis |
|  |                           |
|  | Caduciella mariei         |
|  |                           |